# Pz.Sfl. II
Panzer-Selbstfahrlafette II (укр. броньована самохідна установка), чи 7,5 см Kanone L / 41 Auf Zugkraftwagen 5т (НКР 902) — німецька напівгусінна експериментальна САУ — винищувач танків, що була розроблена під час Другої світової війни. Тільки два прототипи були побудовані і відправлені в Північну Африку для випробувань у військах.
Про ці САУ дуже небагато інформації, оскільки обидва примірники були втрачені вермахтом в ході польових випробовувань у Північній Африці.

## Історія створення
Розробка почалася в 1936 році, коли Бюссінг-НАГ отримав контракт на розробку напівгусінного шасі для монтажу двигуна, спеціально призначеного для використання як шасі САУ винищувача танків. Чотири прототипи шасі із умовними номерами № 9009-2012 були побудовані. У двох з них у відкриті зверху низькопрофільні вежі на підприємстві Rheinmetall-Borsig були встановлені 75 мм протитанкові гармати.

## Випробовування
Створення обох прототипів були завершені в 1941 році, і обидва вони були включені у взводи для випробування у військах у складі протитанкового батальйону 605 Африканського корпусу.
Перша машина прибула до складу батальйону 17 січня 1942 року, щодо дати прибуття до Африки другого примірника — вона не повідомляється. Проте, є інформація, що із Триполі до 23 лютого 1942 ця машина надійшла у розпорядження командувача корпусу Роммеля. А на 8 березня 1942 використовувалася лише одна САУ з двох. Машина брала участь 25 травня в початку операції Venezia. Інша САУ була захоплена англійцями, про що залишилися фотографії.
САУ, що залишалася в розпорядженні Африканського корпусу, була втрачена після бою проти трьох ворожих танків. Більше інформації про використання цих бронемашин не надходило.